# On ira
Pour plus de détails, voir Fiche technique et Distribution.
On ira est une comédie dramatique française co-écrite et réalisée par Enya Baroux, sortie en 2025.
Il s'agit du premier long métrage de la réalisatrice, inspiré de la vie réelle de sa grand-mère, à qui elle rend hommage, ayant pour thème du droit de mourir dans la dignité.
Il est présenté le 17 janvier 2025, en compétition officielle au Festival international du film de comédie de l'Alpe d'Huez, où il récolte le prix d'interprétation féminine pour Hélène Vincent et Juliette Gasquet.

## Synopsis
Marie a 80 ans. Elle est atteinte d'un cancer de stade 4 incurable qui la fait souffrir au quotidien. Lassée de sa maladie, elle voudrait bénéficier d'un suicide assisté, mais l'aide au suicide étant interdite en France, elle souhaite se rendre en Suisse où cette pratique est autorisée.
Elle a caché la gravité de son état de santé à son fils Bruno, immature, irresponsable et fauché, et Anna, sa petite-fille adolescente, auxquels elle propose de partir avec elle sous prétexte de récupérer un héritage dans une banque suisse, car elle ne parvient pas à leur faire part de sa décision et du but réel de ce voyage.
Elle embarque donc pour Zurich à bord d'un vieux camping-car familial, avec Bruno et Anna, ainsi que Rudy, son auxiliaire de vie rencontré la veille, enrôlé comme chauffeur et complice malgré lui. Sans oublier un cinquième passager : Lennon, le rat de compagnie de Rudy.
Commence alors un improbable road movie émouvant et touchant, ponctué de moments inattendus et souvent drôles.

## Fiche technique
Sauf indication contraire, les informations mentionnées dans cette section peuvent être confirmées par la base de données cinématographiques Unifrance,  présente dans la section « Liens externes ».
- Titre original : On ira
- Réalisation : Enya Baroux
- Scénario : Enya Baroux, Martin Darondeau et Philippe Barrière
- Musique : Dom La Nena
- Décors : Astrid Tonnelier
- Costumes : Michelle Piana
- Photographie : Hugo Paturel
- Son : Franck Duval
- Montage : Baptiste Ribrault
- Production : Nathalie Algazi, Martin Darondeau, Yves Darondeau et Emmanuel Priou
  - Coproduction : Cloé Garbay, Jérôme Hilal, Laurent Jacobs et Bastien Sirodot
- Sociétés de production : Bonne Pioche et Carnaval Productions, en coproduction avec UMedia et Zinc
- Sociétés de distribution : Zinc (France), Belga Films (Belgique), JMH Distributions (Suisse)
- Budget : 3 millions €[2]
- Pays de production :  France
- Langue originale : français
- Format : couleur — 2,39:1 (Scope) — son 5.1
- Genre : comédie dramatique
- Durée : 97 minutes
- Dates de sortie :
  - France : 17 janvier 2025 (Festival de l'Alpe d'Huez)[3] ; 12 mars 2025 (sortie nationale)
  - Belgique, Suisse romande : 12 mars 2025

## Distribution
- Hélène Vincent : Marie
- Pierre Lottin : Rudy, l'auxiliaire de vie de Marie
- David Ayala : Bruno, le fils de Marie
- Juliette Gasquet : Anna, la petite-fille de Marie
- Gabin Visona : Diego
- Henock Cortes : Yago
- Brigitte Aubry : Simone
- Jeanne Arènes : la banquière
- Nicolas Lumbreras : le fossoyeur
- Ariane Mourier : la femme de l'ADMD
- Fannie Outeiro : la médecin
- Martin Darondeau : l'employé du bowling (caméo)

## Production

### Développement
Début mars 2024, Enya Baroux avoue préparer son premier long métrage depuis plusieurs années, « une comédie autour d'un road trip de famille, avec au centre une grand-mère qui veut secrètement aller en Suisse pour avoir accès à l'euthanasie ».

### Attribution des rôles
Mi-janvier 2025, Enya Baroux raconte qu'il y a quatre-cinq ans, Hélène Vincent avait lu, aimé le scénario et accepté de participer à son projet, puis avoue qu'elle avait « l'espèce de certitude sur une autre comédienne » — dont elle ne souhaite pas prononcer le nom — avant d'être émerveillée par la performance de Juliette Gasquet, désormais engagée parmi les jeunes filles aux auditions.

### Tournage
Le tournage a lieu en Provence-Alpes-Côte d'Azur.

### Musique
La musique est composée par Dom La Nena, accompagnée d'un des titre interprété par Barbara Pravi.
| 1.  | Bruno dans la nuit       |               | 1:55 |
| 2.  | Dans la chambre de Bruno |               | 0:53 |
| 3.  | La découverte            |               | 2:24 |
| 4.  | La nuit                  |               | 0:58 |
| 5.  | Derniers moments         |               | 2:00 |
| 6.  | Les montagnes            |               | 1:31 |
| 7.  | S'en aller               |               | 2:07 |
| 8.  | Marie s'évanouit         |               | 1:41 |
| 9.  | Anna et Bruno            |               | 0:30 |
| 10. | Anna s'enfuit            |               | 0:57 |
| 11. | Flotter                  |               | 2:24 |
| 12. | La robe                  |               | 0:50 |
| 13. | Last Day                 |               | 2:24 |
| 14. | Voyage, Voyage           | Barbara Pravi | 2:46 |

## Accueil

### Avant-première, festival et sortie
Mi-octobre 2024, Zinc annonce la sortie du film On ira, le 12 mars 2025.
On ira est projeté le 17 janvier 2025, dans la grande salle du Palais des sports au Festival international du film de comédie de l'Alpe d'Huez. Un long applaudissement y a lieu, à la fin du générique, devant Enya Baroux et les acteurs, notamment Hélène Vincent qui s'est montrée « bouleversante » dans le film. Cette dernière, le lendemain, lors de la soirée de la remise des prix, reçoit le prix d'interprétation féminine pour Hélène Vincent, partagé avec Juliette Gasquet.

### Accueil critique
Le Festival international du film de comédie de l'Alpe d'Huez étant terminé, Pauline Conradsson, journaliste du Parisien, souligne que le premier long métrage, On ira, est « une histoire de famille tordante et grave » et Yohan Haddad, le critique de Télérama, déclare que le film « parvient à concilier le grave et le burlesque avec une grâce inouïe ».

## Distinctions

### Récompenses
- Festival international du film de comédie de l'Alpe d'Huez 2025[12] : prix d'interprétation féminine pour Hélène Vincent et Juliette Gasquet[9]